# Golden Disc Award

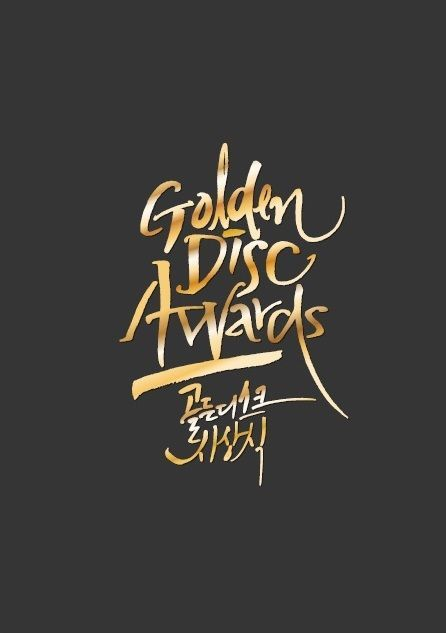
Il logo dei Golden Disc Award nella locandina dell'edizione 2018.

Il Golden Disc Award (골든디스크어워즈?, Goldeun diseukeu eo-weojeuLR o 골든디스크시상식?, Goldeun diseukeu sisangsikLR, abbreviato GDA) è un premio fondato nel 1986 e organizzato annualmente dall'Associazione Industriale della musica coreana per premiare i maggiori risultati ottenuti nel corso dell'anno precedente nell'industria musicale della Corea del Sud. La cerimonia nacque con il nome di Korea Visual and Records Grand Prize Award (대한민국 영상음반대상?, Daehanminguk yeongsang-eumbandaesangLR), che cambiò nel 2001.
Il trofeo che viene consegnato ai vincitori è chiamato "Statua di una donna che suona uno strumento ad ancia" (생황 부는 여인상?, Saenghwang buneun yeo-insangLR) ed è stato disegnato dal professor Kim Soo-hyun.
Considerato uno dei riconoscimenti musicali più prestigiosi in Corea del Sud, prevede due gran premi (Daesang): Album dell'anno (anche noto come Album Daesang) e Canzone digitale dell'anno (anche noto come Digital Song Daesang). I premi principali (Bonsang) vengono assegnati a più artisti sia nelle categorie per gli album che in quelle per le canzoni digitali. I vincitori dei gran premi sono scelti tra quelli a cui è stato assegnato un premio principale.

## Edizioni
| Edizione | Data               | Location                                 | Città        | Presentatori                                                                  | Note          |
| -------- | ------------------ | ---------------------------------------- | ------------ | ----------------------------------------------------------------------------- | ------------- |
| 8ª       | 12 dicembre 1993   | Grand Walkerhill Hotel                   | Seul         |                                                                               | [ 6 ]         |
| 9ª       | 11 dicembre 1994   | Teatro nazionale di Corea                | Seul         |                                                                               | [ 7 ]         |
| 10ª      | 10 dicembre 1995   | Teatro nazionale di Corea                | Seul         |                                                                               | [ 8 ]         |
| 11ª      | 8 dicembre 1996    | Teatro nazionale di Corea                | Seul         |                                                                               | [ 9 ]         |
| 12ª      | 13 dicembre 1997   | Teatro nazionale di Corea                | Seul         | Han Sun-gyo, Lee Seung-yeon                                                   | [ 10 ]        |
| 13ª      | 5 dicembre 1998    | Teatro nazionale di Corea                | Seul         | Shin Dong-ho, Kim Hee-sun                                                     | [ 11 ]        |
| 14ª      | 16 dicembre 1999   | Centro culturale Sejong                  | Seul         | Shin Dong-ho, Song Yoon-ah                                                    | [ 12 ]        |
| 15ª      | 1 dicembre 2000    | Centro culturale Sejong                  | Seul         | Shin Dong-ho, Hwang Soo-jung                                                  | [ 2 ]         |
| 16ª      | 14 dicembre 2001   | Centro culturale Sejong                  | Seul         | Shin Dong-ho, Kim Hyun-joo                                                    | [ 13 ]        |
| 17ª      | 13 dicembre 2002   | Centro culturale Sejong                  | Seul         | Shin Dong-ho, Song Yoon-ah                                                    | [ 14 ]        |
| 18ª      | 5 dicembre 2003    | Università Kyung Hee, Grand Peace Palace | Seul         | Seo Kyung-seok, Ha Ji-won                                                     | [ 15 ]        |
| 19ª      | 2 dicembre 2004    | Centro culturale Sejong                  | Seul         | Yoo Jung-hyun, Seo Yu-ri                                                      | [ 16 ]        |
| 20ª      | 7 dicembre 2005    | Centro culturale Sejong                  | Seul         | Tak Jae-hoon, Jung Ji-young                                                   | [ 17 ]        |
| 21ª      | 14 dicembre 2006   | Parco olimpico                           | Seul         | Ryu Si-won, Kang Soo-jung                                                     | [ 18 ]        |
| 22ª      | 14 dicembre 2007   | Parco olimpico                           | Seul         | Ryu Si-won, Kim Ah-joong                                                      | [ 19 ]        |
| 23ª      | 10 dicembre 2008   | Parco olimpico                           | Seul         | Shin Dong-yup, Park Ji-yoon                                                   | [ 20 ]        |
| 24ª      | 10 dicembre 2009   | Parco olimpico                           | Seul         | Kim Seong-joo, Park Ji-yoon                                                   | [ 21 ]        |
| 25ª      | 9 dicembre 2010    | Università della Corea, ginnasio Hwajung | Seul         | Tak Jae-hoon, Choi Song-hyun                                                  | [ 22 ]        |
| 26ª      | 11-12 gennaio 2012 | Osaka Dome                               | Osaka        | Leeteuk, Park Gyu-ri, Lee Hong-ki, Suzy                                       | [ 23 ]        |
| 27ª      | 15-16 gennaio 2013 | Circuito di Sepang                       | Kuala Lumpur | Nicole, Jung Yong-hwa, Kim Da-som, Lee Hong-ki                                | [ 24 ]        |
| 28ª      | 16 gennaio 2014    | Università Kyung Hee, Grand Peace Palace | Seul         | Choi Min-ho, Jung Yong-hwa, Yoon Doo-joon, Kim Tae-yeon, Tiffany, Oh Sang-jin | [ 25 ]        |
| 29ª      | 14-15 gennaio 2015 | MasterCard Center                        | Pechino      | Kim Sung-joo, Kim Jong-kook, Fei, Jun Hyun-moo, Leeteuk, Tiffany              | [ 26 ]        |
| 30ª      | 20-21 gennaio 2016 | Università Kyung Hee, Grand Peace Palace | Seul         | Jun Hyun-moo, Kim Jong-kook, Seohyun, Krystal, Leeteuk                        | [ 27 ]        |
| 31ª      | 13-14 gennaio 2017 | KINTEX                                   | Goyang       | Hwang Chi-yeul, Seohyun, Jung Yong-hwa, Kang So-ra, Sung Si-kyung             | [ 28 ]        |
| 32ª      | 10-11 gennaio 2018 | KINTEX                                   | Goyang       | Lee Seung-gi, Lee Sung-kyung, Kang So-ra, Sung Si-kyung                       | [ 29 ]        |
| 33ª      | 5-6 gennaio 2019   | Gocheok Sky Dome                         | Seul         | Lee Seung-gi, Park Min-young, Kang So-ra, Sung Si-kyung                       | [ 30 ]        |
| 34ª      | 4-5 gennaio 2020   | Gocheok Sky Dome                         | Seul         | Lee Da-hee, Sung Si-kyung, Park So-dam, Lee Seung-gi                          | [ 31 ]        |
| 35ª      | 9-10 gennaio 2021  | KINTEX                                   | Goyang       | Lee Da-hee, Sung Si-kyung, Park So-dam, Lee Seung-gi                          | [ 32 ] [ 33 ] |
| 36ª      | 8 gennaio 2022     | Gocheok Sky Dome                         | Seul         | Lee Seung-gi, Lee Da-hee, Sung Si-kyung                                       | [ 34 ] [ 35 ] |
| 37ª      | 7 gennaio 2023     | Stadio Rajamangala                       | Bangkok      |                                                                               | [ 36 ]        |

## Gran premi

### Album dell'anno (Album Daesang)
- 1986 – Empty Space di Cho Yong-pil
- 1987 – When Love Goes Away di Lee Moon-sae
- 1988 – Joo Hyun-Mi 2 di Joo Hyun-mi
- 1989 – Byun Jin-sub di Byun Jin-sub
- 1990 – Byun Jin-sub 2 di Byun Jin-sub
- 1991 – Kim Hyun-sik Vol.6 di Kim Hyun-sik
- 1992 – Invisible Love di Shin Seung-hun
- 1993 – Because I Love You di Shin Seung-hun
- 1994 – Excuses di Kim Gun-mo
- 1995 – Wrongful Meeting di Kim Gun-mo
- 1996 – Exchange Kg. M4 di Kim Gun-mo
- 1997 – Wolf and Sheep degli HOT
- 1998 – For Love di Kim Jong-hwan
- 1999 – For Your Soul di Jo Sung-mo
- 2000 – Let Me Love di Jo Sung-mo
- 2001 – Chapter 4 dei GOD
- 2002 – Truth dei Cool
- 2003 – A Singer di Jo Sung-mo
- 2004 – The Colors of My Life di Lee Soo-young
- 2005 – Saldaga degli SG Wannabe
- 2006 – "O"-Jung.Ban.Hap. dei TVXQ
- 2007 – The Sentimental Chord degli SG Wannabe
- 2008 – Mirotic dei TVXQ
- 2009 – Sorry, Sorry dei Super Junior
- 2010 – Oh! delle Girls' Generation
- 2012 – Mr. Simple dei Super Junior
- 2013 – Sexy, Free & Single dei Super Junior
- 2014 – XOXO degli EXO
- 2015 – Overdose degli EXO
- 2016 – Exodus degli EXO
- 2017 – Ex'act degli EXO
- 2018 – Love Yourself: Her dei BTS
- 2019 – Love Yourself: Answer dei BTS
- 2020 – Map of the Soul: Persona dei BTS
- 2021 – Map of the Soul: 7 dei BTS
- 2022 – ''Be'' dei BTS

### Canzone digitale dell'anno (Digital Song Daesang)
- 2006 – Partner for Life degli SG Wannabe
- 2007 – If You're Gonna Be Like This di Ivy
- 2008 – One More Time delle Jewelry
- 2009 – Gee delle Girls' Generation
- 2010 – Can't Let You Go Even If I Die dei 2AM
- 2012 – The Boys delle Girls' Generation
- 2013 – Gangnam Style di Psy
- 2014 – Gentleman di Psy
- 2015 – Eyes, Nose, Lips di Taeyang
- 2016 – Loser dei Big Bang
- 2017 – Cheer Up delle Twice
- 2018 – Through the Night di IU
- 2019 – Love Scenario degli Ikon
- 2020 – Boy with Luv dei BTS
- 2021 – Blueming di IU
- 2022 – Celebrity di IU

## Premi principali

### Premio principale Album (Album Bonsang)
- 1986 – Deulgukhwa, Joo Hyun-mi, Koo Chang-moo, Min Hae-kyung, Lee Kwang-jo, Cho Yong-pil, Kim Soo-hee, Choi Jin-hee, Lee Sun-hee, Lee Moon-sae
- 1987 – Kim Wan-sun, Joo Hyun-mi, Koo Chang-moo, Min Hae-kyung, Na-mi, Friends, Kim Byeong-rok, Choi Jin-hee, Lee Sun-hee, Lee Moon-sae, Choi Sang-soo
- 1988 – Kim Jong-chan, Joo Hyun-mi, Kim Hyun-sik, Min Hae-kyung, Lee Nam-yi, Jung Su-ra, Jeon Young-rok, Lee Chi-hyun and His Friends, Lee Sun-hee, Lee Moon-sae, Choi Sang-soo
- 1989 – Moon Hee-ok, Joo Hyun-mi, Cho Deok-bae, Min Hae-kyung, Joo Ha-moon, Byun Jin-sub, Tae Jin-ah, Yang Soo-kyung, Lee Sun-hee, Lee Seung-chul, Hyun Chul
- 1990 – Kim Wan-sun, Joo Hyun-mi, Kang In-won, Kwon In-ha, Kim Hyun-sik, Min Hae-kyung, Na-mi, Byun Jin-sub, Tae Jin-ah, Shin Hae-chul, Lee Sun-hee, Kim Min-woo, Hyun Chul
- 1991 – Kim Wan-sun, Shin Seung-hun, Kim Hyun-sik, Min Hae-kyung, Kim Ji-ae, Lee Sang-woo, Noh Sa-yeon, Yang Soo-kyung, Kim Jong-seo, Lee Seung-hwan, Hyun Chul
- 1992 – Kim Wan-sun, Shin Seung-hun, 015B, Bom Yeoreum Gaeul Kyeoul, Seo Taiji and Boys, Seol Woon-do, Noh Sa-yeon, Yang Soo-kyung, Yoon Sang, Lee Seung-hwan, Oh Tae-ho, The Blue Sky
- 1993 – Kim Won-jun, Shin Seung-hun, 015B, Kim Gun-mo, Seo Taiji and Boys, Seol Woon-do, Kim Soo-hee, Kim Jeong-soo, Shin Hyo-beom, Lee Moon-sae, Lee Seung-hwan
- 1994 – Kim Won-jun, Shin Seung-hun, Boohwal, Kim Gun-mo, Seo Taiji and Boys, Seol Woon-do, Kim Hyeon-chul, Lim Ju-ri, Shin Hyo-beom, Choi Yoo-na
- 1995 – Noise, Kim Jong-seo, R.ef, Kim Gun-mo, Clon, Seol Woon-do, Tae Jin-ah, Park Mi-kyung, Shin Hyo-beom, Solid
- 1996 – Noise, Shin Seung-hun, Jo Kwan-woo, Kim Gun-mo, Clon, Seol Woon-do, Choi Baek-ho, Park Mi-kyung, Panic, Turbo
- 1997 – Im Chang-jung, Sechs Kies, HOT, Carnival, Clon, Seol Woon, UP, Kim Kyung-ho, Lee Ji-hoon, Turbo, Yoo Seung-jun
- 1998 – Kim Hyun-jung, Sechs Kies, HOT, Kim Gun-mo, Shin Seung-hun, Seol Woon-do, Tae Jin-ah, Kim Kyung-ho, Uhm Jung-hwa, Turbo, Kim Jong-hwan
- 1999 – Kim Hyun-jung, Sechs Kies, HOT, SES, Fin.K.L, Seol Woon-do, Choi Yu-na, Song Dae-kwan, Uhm Jung-hwa, Jo Sung-mo, Steve Seungjun Yoo
- 2000 – Kim Hyun-jung, Park Ji-yoon, Shin Seung-hun, GOD, Fin.K.L, Hong Kyung-min, Tae Jin-ah, Lee Jung-hyun, Uhm Jung-hwa, Jo Sung-mo, Yoo Seung-jun, Turbo
- 2001 – Im Chang-jung, Koyote, Park Jin-young, Kim Gun-mo, Cool, Position, Lee Ki-chan, Wax, Kangta, Shinhwa
- 2002 – Lee Soo-young, Koyote, Shin Seung-hun, Park Hyo-shin, Cool, Sung Si-kyung, Jang Na-ra, Wax, Kangta, Shinhwa
- 2003 – Lee Soo-young, Koyote, Jo Sung-mo, Wheesung, Cool, Fly to the Sky, NRG, Wax, Lee Hyo-ri, Shinhwa
- 2004 – Lee Soo-young, Koyote, Shin Seung-hun, Wheesung, MC the Max, Gummy, Lee Seung-chul, Seven, Rain, Shinhwa
- 2005 – MC Mong, Koyote, Jo Sung-mo, Wheesung, SG Wannabe, Shin Hye-sung, GOD, Lee Min-woo, Buzz, Kim Jong-kook
- 2006 – Vibe, MC the Max, Shin Seung-hun, Shinhwa, SG Wannabe, Fly to the Sky, TVXQ, Son Ho-young, Buzz, Kim Jong-kook
- 2007 – Super Junior, Yangpa, Epik High, Wheesung, SG Wannabe, Shin Hye-sung, Big Bang
- 2008 – Rain, Kim Dong-ryul, Brown Eyes, Shinhwa, SG Wannabe, TVXQ
- 2009 – Super Junior, 2PM, Drunken Tiger, Lee Seung-chul, SG Wannabe
- 2010 – Super Junior, BoA, Shinee, Girls' Generation, DJ DOC
- 2012 – Super Junior, Kara, MBLAQ, Jay Park, Infinite, CNBLUE, Beast, f(x)
- 2013 – Super Junior, Kara, Shinee, F.T. Island, Infinite, CNBLUE, Beast, B1A4, 4Minute
- 2014 – f(x), EXO, Shinee, Girls' Generation, Infinite, Cho Yong-pil, Beast, B1A4
- 2015 – Super Junior, EXO, Girls' Generation-TTS, Girls' Generation, Infinite, CNBLUE, Lee Tae-min, B1A4, BTS, Apink, VIXX
- 2016 – Super Junior, EXO, Shinee, VIXX, Kim Jong-hyun, CNBLUE, Beast, f(x), BTS, Apink
- 2017 – Infinite, EXO, Shinee, VIXX, Seventeen, Monsta X, Lee Tae-min, Got7, BTS
- 2018 – Super Junior, EXO, Hwang Chi-yeul, Girls' Generation, Seventeen, Monsta X, Twice, Got7, BTS, NU'EST W, Kim Tae-yeon
- 2019 – NCT 127, EXO, Wanna One, Kim Jong-hyun, Seventeen, Monsta X, Twice, Got7, BTS, NU'EST W
- 2020 – BTS, NCT Dream, Seventeen, Monsta X, Twice, Got7, Baekhyun, Exo-SC, NU'EST, Super Junior
- 2021 – NCT, Exo, Baekhyun, TXT, Got7, Blackpink, Twice, Seventeen, NCT 127, BTS
- 2022 – TXT, Enhypen, IU, NCT Dream, Stray Kids, NCT 127, Seventeen, BTS

### Premio principale Digital Song (Digital Song Bonsang)
- 2007 – SeeYa, Ivy, Wonder Girls
- 2008 – MC Mong, Brown Eyed Girls, Wonder Girls
- 2009 – Girls' Generation, Son Dam-bi, Lee Seung-gi, Davichi, Baek Ji-young
- 2010 – 2AM, IU, Lee Seung-gi, CNBLUE, miss A
- 2012 – Girls' Generation, 4Minute, G.NA, K.Will, miss A, Sistar, Secret, CNBLUE
- 2013 – Psy, T-ara, G-Dragon, K.Will, miss A, Sistar, Secret, 2NE1, Huh Gak, Big Bang, f(x)
- 2014 – Psy, 4Minute, Lee Seung-chul, CNBLUE, Davichi, Sistar, Ailee, 2NE1, Apink
- 2015 – Beast, Taeyang, AOA, K.Will, Girl's Day, Sistar, Ailee, Kim Hyun-ah, Epik High, Soyou & Junggigo
- 2016 – Girls' Generation, EXID, AOA, Zion.T, J.Y. Park, Sistar, Cho Kyu-hyun, Kim Tae-yeon, Red Velvet, Big Bang
- 2017 – GFriend, Lee Hi, Urban Zakapa, Mamamoo, Twice, Suzy & Byun Baek-hyun, Zico, Kim Tae-yeon, Im Chang-jung
- 2018 – Blackpink, IU, Bolbbalgan4, Akdong Musician, Twice, BTS, Winner, Yoon Jong-shin, Red Velvet, Big Bang, Heize
- 2019 – Blackpink, Chungha, Bolbbalgan4, Mamamoo, Twice, BTS, Roy Kim, Momoland, Ikon, Big Bang
- 2020 – BTS, Jannabi, MC the Max, Itzy, AKMU, Chungha, Jennie, Paul Kim, Taeyeon, Twice
- 2021 – Blackpink, Hwasa, Itzy, Red Velvet, Oh My Girl, Zico, Noel, Mamamoo, IU, BTS
- 2022 – Lee Mu-jin, STAYC, Oh My Girl, AKMU, Heize, aespa, IU, BTS

## Premio artista principiante
- 1998 – Fin.K.L, SES, Taishi Ci
- 2000 – Chakra, Park Hyo-shin, Sky
- 1999 – 1TYM, Lee Jung-hyun
- 2001 – Jang Na-ra, Lee Joon-gi
- 2002 – Rain, Wheesung
- 2003 – Big Mama, Haven 3
- 2004 – SG Wannabe, Tei, TVXQ
- 2005 – Ivy, Eru, Gavy Nj
- 2006 – SS501, SeeYa, Super Junior
- 2007 – F.T. Island, Girls' Generation
- 2008 – Davichi, Shinee
- 2009 – 4Minute, T-ara
- 2010 – Beast, miss A, Secret, Sistar
- 2012 – Apink, B1A4, Boyfriend, Dal Shabet, Huh Gak
- 2013 – Ailee, B.A.P, EXO, Juniel, Lee Hi
- 2014 – Lim Kim, BTS, Crayon Pop, Roy Kim
- 2015 – Got7, Red Velvet, Winner
- 2016 – GFriend, Ikon, Seventeen, Twice
- 2017 – Blackpink, Bolbbalgan4, I.O.I, NCT 127
- 2018 – Wanna One
- 2019 – (G)I-dle, Iz One, Stray Kids
- 2020 – TXT, Itzy
- 2021 – Enhypen, Treasure, Kim Ho-joong
- 2022 – STAYC, Aespa

## Premio popolarità
- 1998 – Cool, Kim Jeong-min
- 1999 – Clon, Kim Kyung-ho, Roo'ra
- 2000 – Country Kko Kko, J, Shinhwa
- 2001 – SES, Steve Seungjun Yoo
- 2002 – Baby V.O.X.
- 2003 – S
- 2004 – Kim Jong-kook, Park Sang-min
- 2005 – GOD, Jang Woo-hyuk
- 2006 – Baek Ji-young, Eru, SS501
- 2007 – F.T. Island, Girls' Generation, Wonder Girls, Super Junior
- 2008 – F.T. Island, Kim Tae-yeon, Son Ho-young, TVXQ
- 2009 – Shinee, Super Junior
- 2010 – Girls' Generation, Shinee, Super Junior
- 2012 – Super Junior
- 2013 – G-Dragon, Shinee
- 2014 – Beast, Girls' Generation, Roy Kim, Shinee
- 2015 – Beast, Girls' Generation, Lee Tae-min, Toheart
- 2016 – Shinee
- 2017 – Shinee
- 2018 – EXO
- 2019 – BTS
- 2020 – BTS
- 2021 – BTS
- 2022 – BTS

## Premi per genere

### Miglior artista R&B/soul/rap/hip hop
- 2005 – Epik High
- 2006 – MC Mong
- 2007 – Dynamic Duo
- 2009 – Epik High
- 2010 – Supreme Team
- 2013 – Epik High
- 2014 – Baechigi
- 2015 – Epik High
- 2016 – San E
- 2017 – Crush
- 2018 – Suran
- 2019 – Mino
- 2020 – Zico
- 2021 – Changmo

### Miglior artista trot
- 2000 – Seol Woon-do
- 2001 – Tae Jin-ah
- 2002 – Tae Jin-ah
- 2003 – Tae Jin-ah
- 2004 – Tae Jin-ah
- 2005 – Jang Yun-jeong
- 2006 – Jang Yun-jeong
- 2007 – Jang Yun-jeong
- 2008 – Jang Yun-jeong
- 2015 – Hong Jin-young
- 2020 – Song Ga-in
- 2021 – Lim Young-woong

### Miglior artista rock
- 2001 – Kim Jong-seo
- 2002 – Jaurim
- 2003 – Maya
- 2004 – Jaurim
- 2008 – Nell
- 2009 – Kiha & The Faces
- 2010 – F.T. Island
- 2012 – F.T. Island
- 2016 – Hyukoh
- 2018 – Hyukoh

### Miglior cantante di ballad
- 2019 – Im Chang-jung
- 2021 – Lee Seung-gi

### Miglior colonna sonora
- 2017 – "You Are My Everything" di Gummy (per Tae-yang-ui hu-ye)
- 2018 – "I Will Go to You Like the First Snow" di Ailee (per Sseulsseulhago challanhasin - Dokkaebi)
- 2019 – "Every Day, Every Moment" di Paul Kim (per Kiss meonjeo halkka-yo?)
- 2020 – "Remember Me" di Gummy (per Hotel del Luna)
- 2021 – "Aloha" di Jo Jung-suk (per Hospital Playlist)

## Altri premi musicali

### Premio Icona asiatica Ceci
- 2012 – Beast
- 2014 – Shinee, Sistar
- 2015 – CNBLUE
- 2017 – EXO, Red Velvet
- 2018 – EXO, Twice

### Premi al riconoscimento internazionale
- 2010 – MSN Asia Popularity Award ai Super Junior
- 2012 – ViVi Dream Award ai CNBLUE
- 2012 – Hallyu Icon Award a Infinite, Rainbow e Supernova
- 2012 – Best Hallyu Star Award alle Kara
- 2012 – Best Asian Group Award ai CNBLUE
- 2012 – MSN Japan Award ai Super Junior
- 2012 – MSN International Award ai Beast
- 2013 – MSN International Award ai Big Bang
- 2015 – iQiyi Popularity Award ai CNBLUE
- 2015 – China Good Will Star Award a Got7 e CNBLUE
- 2016 – iQiyi Artist Award a Big Bang e Kim Tae-yeon
- 2016 – Global Popularity Award agli EXO
- 2017 – Global K-Pop Artist Award ai BTS
- 2017 – Asia Popularity Award a Kim Jae-joong
- 2018 – Global Popularity Award agli EXO
- 2019 – NetEase Music Global Star Popularity Award ai BTS
- 2019 – Global V LIVE Top 10 Best Artist Award ai BTS
- 2021 – QQ Music Fans Choice K-Pop Artist agli EXO

### Premio prossima generazione
- 2013 – BtoB
- 2015 – Tasty, Bestie
- 2016 – Monsta X
- 2020 – Kim Jae-hwan, AB6IX, Ateez
- 2021 – Loona, The Boyz

### Miglior gruppo
- 2018 – BtoB e GFriend[37]
- 2019 – Wanna One e GFriend
- 2020 – Mamamoo
- 2021 – Monsta X
- 2022 – Brave Girls

### Miglior solista
- 2020 – Hwasa
- 2021 – Jessi
- 2022 – Lim Young-woong

### Miglior esibizione
- 2013 – Infinite e Trouble Maker
- 2015 – Beast e Apink
- 2017 – Sechs Kies e Sistar
- 2020 – (G)I-dle, Astro
- 2021 – (G)I-dle, Stray Kids
- 2022 – The Boyz, Jeon So-mi

### Premio speciale
- 2002 – Park Kyung-lim
- 2003 – Kang Won-rae
- 2007 – Kim Ah-joong
- 2019 – SSAW

### Premi ai video musicali
- 2002 – Miglior video musicale a Cho PD (per My Style)
- 2002 – Video musicale popolare a Lena Park (per In Dreams)
- 2002 – Miglior regista di video musicali a Kim Nam-gyeong (per How Are You Doing? di Hwayobi)

### Premio alla carriera
- 1991 – Lim Jeong-su
- 1992 – Shin Hong-gyun
- 1993 – Shin Hong-gyun
- 1994 – Gil Ok-yoon
- 1995 – Lee Mi-ja
- 1996 – Hyeon In
- 1997 – Hyun Sook
- 1998 – Song Dae-kwan
- 1999 – Tae Jin-ah
- 2000 – Choi Yoo-na e Clon
- 2001 – Song Dae-kwan e Ha Chun-hwa
- 2002 – Kim Serena
- 2003 – Yang Hee-eun
- 2004 – Patti Kim
- 2005 – Cho Yong-pil
- 2008 – Kim Chang-wan
- 2009 – Song Chang-sik
- 2010 – Park Chun-seok

### Premio d'incoraggiamento
- 1992 – Kim Kook-hwan e Moon Hee-ok
- 1993 – Choi Yoo-na e Park Jeong-un
- 1994 – Kim Min-gyo
- 1995 – Green Area

### Altri riconoscimenti
- 2008 – New Trend Award a Kim Jong-wook
- 2012 – Cosmopolitan Fun & Fearless Musician Award agli F.T. Island
- 2013 – JTBC Best Artist Award ai Beast
- 2013 – InStyle Fashionista Award a Lee Hong-ki
- 2013 – Golden Single Award ai Teen Top
- 2013 – Samsung Galaxy Star Award alle Sistar
- 2014 – Goodwill Star Award ai CNBLUE
- 2014 – Commission Special Award ai Deulgukhwa
- 2015 – Trend of the Year a Soyou & Junggigo
- 2016 – Best Vocal Award a BtoB e Jung Yong-hwa
- 2017 – Best K-Pop Band Award ai CNBLUE
- 2019 – Cosmopolitan Artist Award a Blackpink e Wanna One
- 2020 – K-pop Star Award ai BTS
- 2020 – Cosmopolitan Artist Award a Twice e NU'EST
- 2021 – Golden Choice ai NU'EST
- 2021 – Tendenza dell'anno a Zico
- 2021 – Cosmopolitan Artist Award agli NCT 127
- 2022 – Artista dell'anno alle Aespa
- 2022 – Cosmopolitan Artist Award a Seventeen e Aespa

## Premi tecnici

### Gran premio ai produttori
- 1991 – Jeon Gap-sin
- 1992 – Lee Seong-gyun
- 1993 – Lee Seong-gyun
- 1994 – Lee Seong-gyun
- 1995 – Sa Maeng-seok
- 1996 – Park Nam-seong
- 1997 – Jang Yong-jin
- 1998 – Son Myeong-su

### Miglior produttore
- 2007 – Park Jin-young
- 2008 – Lee Soo-man
- 2009 – Yi Ho-yeon
- 2010 – Hong Seung-seong
- 2012 – Hong Seung-seong
- 2013 – Han Seong-ho
- 2014 – Hong Seung-seong
- 2017 – Bang Si-hyuk
- 2020 – Bang Si-hyuk

### Altri premi
- 1990 – Premio progettazione a Eom Yong-seop (per Back To You Again di Byun Jin-sub)
- 1990 – Miglior paroliere a Park Joo-yeon (per Back To You Again di Byun Jin-sub e It's Only Love di Kim Min-woo)
- 1990 – Miglior composizione a Ha Kwang-hoon (per Back To You Again di Byun Jin-sub e It's Only Love di Kim Min-woo)